# Любов до ближнього
«Любов до ближнього» — радянський телефільм 1988 року, знятий режисером Миколою Рашеєвим на Кіностудії ім. О. Довженка на замовлення Держтелерадіо СРСР. Трагікомедія з двох новел за мотивами п'ес Леоніда Андреєва.

## Сюжет

### «Монумент»
У заштатному містечку вирішили поставити пам'ятник Пушкіну. На конкурс було представлено два проєкти, обговорення проходило бурхливо. Але комісія не змогла вибрати найкращий проект і ухвалила «мудре» рішення — замість пам'ятника насипати в центрі міста курган на честь ювілею… російських залізниць.

### «Любов до ближнього»
На приморському пляжі панує небувале пожвавлення — народ зібрався, щоб подивитися, як зі скелі впаде людина. Але раптом з'ясовується, що видовище не відбудеться — просто господар пляжного кабачка вигадав цей трюк, прагнучи залучити відвідувачів до свого закладу. Невдоволені глядачі розходяться. І тоді трапляється непередбачене — забута всіма людина, намагаючись спуститися зі скелі, зривається і гине.

## У ролях
- Катерина Васильєва — Її превосходительство
- Віктор Павлов — Павло Карпович Маслобойников, міський голова
- Олександр Пашутін — Гаврило Гаврилович
- Олександр Жарков — Петро Єрьомкін
- Василь Ліванов — Хтось
- Олексій Жарков — Мухоморов
- Михайло Свєтін — Ісполінов, кореспондент столичної преси
- Володимир Сошальський — Фраков, скульптор зі званням
- Віктор Авілов — Піджаков, скульптор без звання / незнайомець зі скелі
- Олександр Кузнецов — Іван Іванович
- Ернст Романов — пан із вусиками
- Вадим Гемс — товстий турист
- Тетяна Орлова — войовнича дама
- Людмила Лобза — дама
- Галина Щепетнова — дамочка
- Володимир Кремена — людина-оркестр
- Ромуальдас Раманаускас — Перший джентльмен
- Гедимінас Гірдвайніс — Другий джентльмен
- Євген Герчаков — господар
- Юрій Дубровін — справник
- Богдан Бенюк — Димитрій, чоловік дами
- Олександр П'ятков — товариш по чарці
- Валентин Троцюк — священик
- Зиновій Високовський — епізод
- Геннадій Юров — епізод
- Борис Александров — Кирилич, справник
- Віктор Степаненко — кінооператор
- Мамикон Кіракозов — диригент
- С. Вшивцева — епізод
- Л. Кислякова — епізод
- Д. Шевченко — епізод
- В. Одинцов — епізод
- А. Дмитрієв — епізод
- Віктор Малишев — епізод
- В. Кулєшов — епізод

## Знімальна група
- Режисер-постановник: Микола Рашеєв
- Сценарист: Олександр Бородянський
- Оператор-постановник: Фелікс Гілевич
- Художник-постановник: Олексій Левченко
- Композитор: Георгій Гаранян
- Режисери: Л. Фердінандова, Наталія Киракозова
- Оператори: Віктор Атаманенко, Г. Контесов
- Ансамбль «Мелодія», диригент Борис Фрумкін
- Звукооператор: А. Кузьмін
- Режисер монтажу: Н. Лебеда
- Комбіновані зйомки: оператор — Микола Шабаєв, художник — Олексій Левченко
- Художники по костюмах: Інна Биченкова, Емма Беглярова
- Художник по гриму: Людмила Семашко
- Редактор: Анатолій Кашеїда
- Директор картини: Сергій Гуревич